# Aeroportul Municipal Oroville
Aeroportul Municipal Oroville (IATA: OVE, ICAO: KOVE, FAA LID: OVE) este un aeroport din California, Statele Unite ale Americii. Aeroportul a fost tranzitat în 2019 de 6 pasageri.
Situat la o altitudine de 59 m, aeroportul dispune de 2 piste.

## Infrastructură

### Piste
Aeroportul dispune de 2 piste. Pista 02/20 are suprafața de asfalt și dimensiunile 6.020 picioare × 100 picioare. Pista 13/31 are suprafața de asfalt și dimensiunile 3.540 picioare × 100 picioare. 